# Социальный фонд России
Фонд пенсио́нного и социа́льного страхова́ния Росси́йской Федера́ции (сокращённо: Социа́льный фонд Росси́и, СФР) — один из государственных внебюджетных фондов. Создан федеральным законом от 14.07.2022 № 236-ФЗ «О Фонде пенсионного и социального страхования Российской Федерации» путём реорганизации Пенсионного фонда Российской Федерации с одновременным присоединением к нему Фонда социального страхования Российской Федерации.
Датой создания Фонда считается 1 января 2023 года.
СФР создан для осуществления государством пенсионного обеспечения, обязательного пенсионного страхования, обязательного социального страхования на случай временной нетрудоспособности и в связи с материнством, обязательного социального страхования от несчастных случаев на производстве и профессиональных заболеваний, социального обеспечения, предоставления мер социальной защиты (поддержки) отдельным категориям граждан.
Функции и полномочия учредителя СФР осуществляет Правительство Российской Федерации.

## Структура
Органами управления Фонда являются председатель Фонда и правление Фонда. Организационно-техническое и документационное обеспечение деятельности правления Фонда осуществляется центральным аппаратом Фонда. В структуру Социального фонда также входят территориальные Отделения СФР в субъектах РФ, а также подведомственные Фонду учреждения, включая реабилитационные центры.
Председатель Фонда назначается на должность и освобождается от должности Правительством Российской Федерации по представлению руководителя уполномоченного федерального органа исполнительной власти.
Правление Фонда является коллегиальным органом управления Фонда. Численность правления Фонда составляет 35 человек.
Для осуществления контроля за финансово-хозяйственной деятельностью Фонда, территориальных органов Фонда, обособленных подразделений Фонда и подведомственных Фонду учреждений создается контрольно-ревизионная комиссия Фонда.

## Функции
Функции Социального фонда:

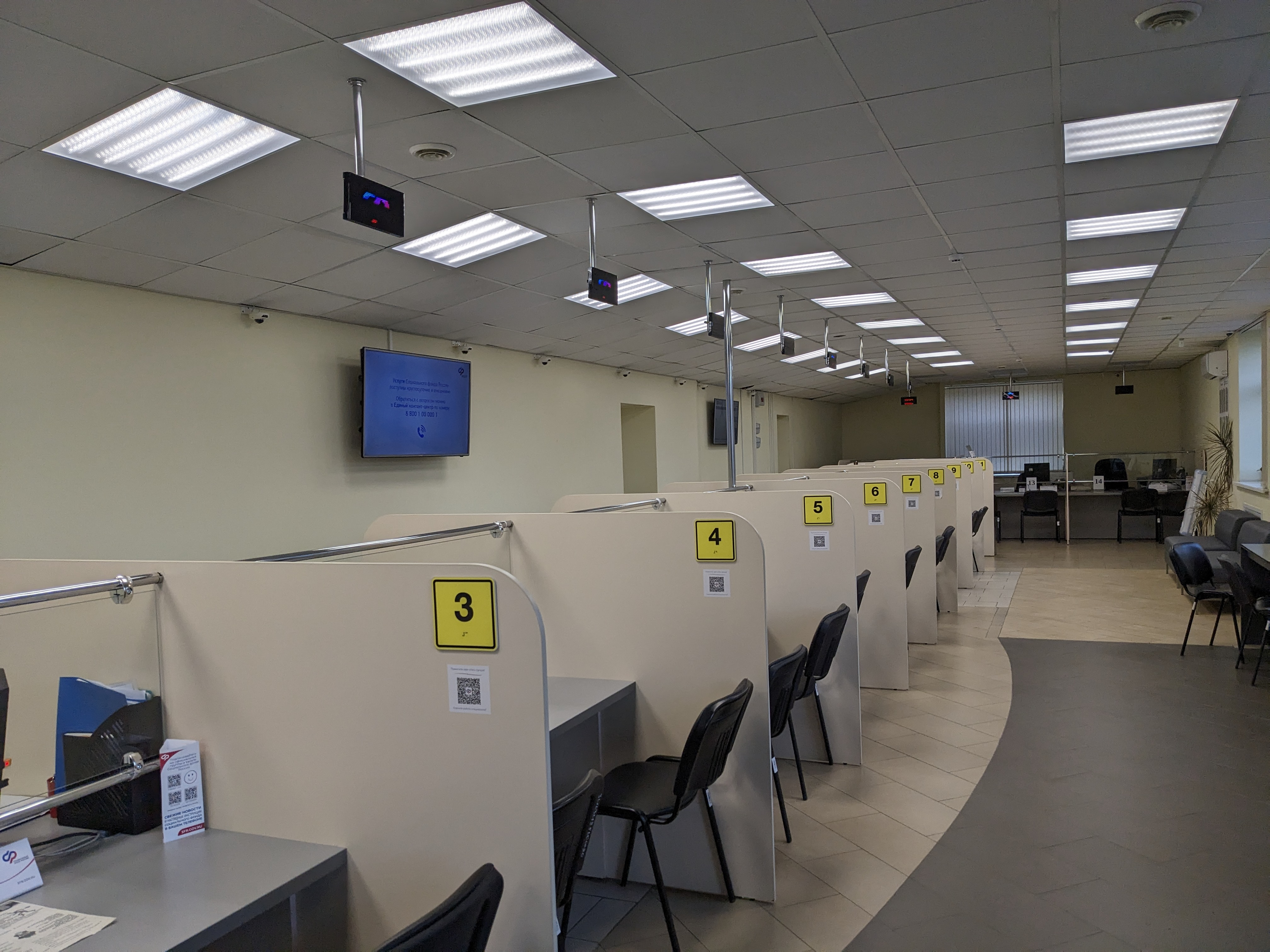
Зал СФР без сотрудников, Петрозаводск, 2024

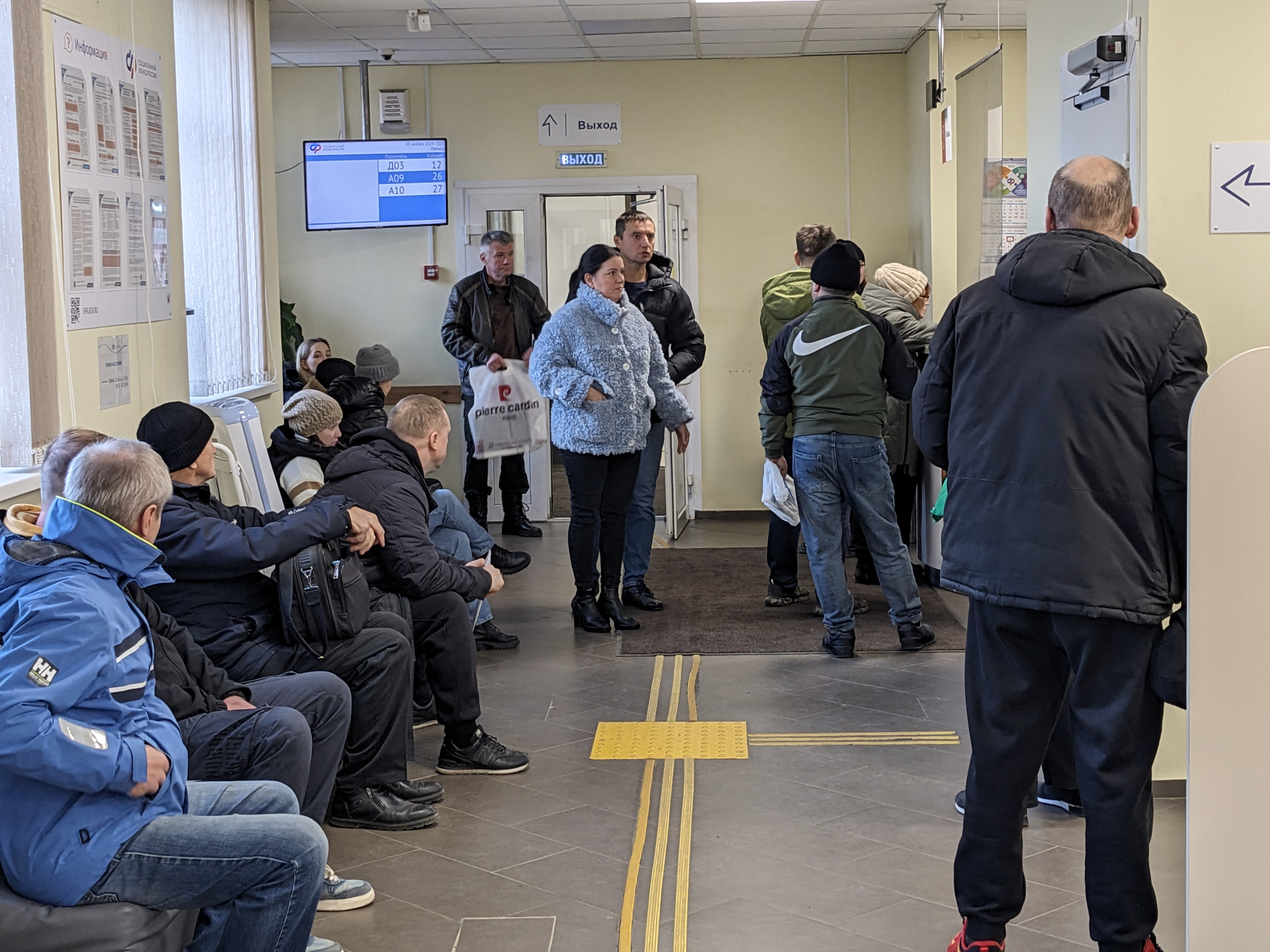
Живая очередь к администратору СФР, Петрозаводск, 2024

- назначение и выплата пенсий по обязательному пенсионному страхованию и государственному пенсионному обеспечению;
- назначение и выплата государственных пособий, обеспечение по обязательному социальному страхованию и иных видов обеспечения;
- организация ведения индивидуального (персонифицированного) учёта в системах обязательного пенсионного страхования и обязательного социального страхования;
- организация инвестирования средств пенсионных накоплений;
- актуарное оценивание финансового состояния систем обязательного пенсионного страхования и обязательного социального страхования, долгосрочное прогнозирование их развития;
- предоставление государственных гарантий, мер социальной защиты (поддержки), социальных услуг отдельным категориям граждан, в том числе в рамках оказания государственной социальной помощи;
- организация мероприятий в области медицинской, социальной и профессиональной реабилитации застрахованных лиц.

## Руководство
- Председатель Социального фонда России — Сергей Александрович Чирков, назначен на должность распоряжением Правительства России от 14 декабря 2022 года № 3907-р.